# تریکالا
شهر تریکالا در استان تسالی در کشور یونان واقع شده است که دارای جمعیت ۵۰٬۳۴۰  نفر می‌باشد.